# Trachelas nigrifemur
Trachelas nigrifemur is een spinnensoort uit de familie van de Trachelidae.
De wetenschappelijke naam van de soort werd in 1941 gepubliceerd door Cândido Firmino de Mello-Leitão.